# Crisi financera global del 2007-2012

Països amb recessió oficial (dos trimestres consecutius)
Països amb recessió no oficial (un trimestre)
Països amb l'alentiment econòmic de més d'un 1.0%
Països amb l'alentiment econòmic de més d'un 0.5%
Països amb l'alentiment econòmic de més d'un 0.1%
Països amb acceleració econòmica
Sense dades

La crisi de finals de la dècada del 2000 es va produir entre 2008-2009, quan la majoria d'economies del món industrialitzat va entrar en una profunda recessió. És la primera vegada que es donava una recessió global simultània en totes les economies avançades -Estats Units, Europa, Àsia- i als països emergents. Fou la pitjor crisi financera des de la Gran Depressió. De fet se l'anomenà sovint la Gran Recessió, tal com la batejà l'economista nord-americà Paul Volcker, per reflectir les similituds amb la Gran Depressió però sense sobrepassar-la.
Segons l'economista estatunidenc Paul Krugman, premi Nobel d'economia 2008, l'economia mundial no entrà en depressió en sentit propi, però si tornà l'economia de la depressió. El tipus de problemes que van caracteritzar l'economia mundial en els anys 30, no vistos des d'aleshores, s'instal·là d'una manera sorprenent, entenent per economia de la depressió que, per primera vegada en dues generacions, les errades de l'economia pel costat de la demanda -despesa privada insuficient per a utilitzar la capacitat productiva- s'han convertit en la limitació de la prosperitat per a gran part del món.
Segons Krugman, aquesta crisi no s'assemblà a cap de les que s'havien vist en el passat, però en canvi fou idèntica a tot el que s'havia observat en el passat, amb la particularitat que, aquesta vegada, tots aquests elements es donaren simultàniament: l'esclat de la bombolla immobiliària comparable al que va succeir al Japó a final dels 80; una successió de pànics bancaris com els que es van donar en els anys 30 -si bé ara el principal afectat fou el sistema bancari a l'ombra i no la banca convencional-; una trampa de liquiditat als Estats Units, que recordava de nou l'esdevingut al Japó; i, posteriorment, una interrupció dels fluxos de capital internacionals i una sèrie de crisi de divises massa similar al que va passar a Àsia a finals dels 90.
La crisi va tenir diverses causes interrelacionades que formaren un complex cercle viciós. Hi va contribuir la pujada continuada del preu del petroli, l'increment del preu dels aliments i l'esfondrament d'una bombolla immobiliària centrada sobretot als Estats Units, que va provocar l'esclat de forma paral·lela d'una crisi financera. Al voltant de tot el món, diversos bancs d'inversió i comercials, grans i ben establerts, varen patir pèrdues massives que en alguns casos arribaren a la fallida.
El Fons Monetari Internacional (FMI) va revisar de nou a la baixa les previsions de creixement i estimà al mes d'abril de 2009 que el creixement mundial recularia entre el 0,5% i l'1%. Feia seixanta anys que el creixement mundial no reculava. Per a il·lustrar la velocitat del deteriorament de les expectatives, cal recordar que, amb prou feines quatre mesos enrere, la previsió era créixer més del 2%. Cada nova previsió de creixement dels Estats Units i de la zona de l'euro es revisa a la baixa. Darreres previsions del FMI (abril 2009):
|            | PIB   | PIB   | PIB   | PIB   | IPC   | IPC   | IPC   | IPC   | Atur  | Atur  | Atur  | Atur  | Dèficit exterior | Dèficit exterior | Dèficit exterior | Dèficit exterior |
|            | 2008r | 2009r | 2009p | 2010p | 2008r | 2009r | 2009p | 2010p | 2008r | 2009r | 2009p | 2010p | 2008r            | 2009r            | 2009p            | 2010p            |
| ---------- | ----- | ----- | ----- | ----- | ----- | ----- | ----- | ----- | ----- | ----- | ----- | ----- | ---------------- | ---------------- | ---------------- | ---------------- |
| EUA        | 1,1   | -0,8  | -2,8  | 0,0   | 3,8   |       | -0,9  | -0,1  | 5,8   |       | 8,9   | 10,1  | -4,7             |                  | -2,8             | -2,8             |
| Zona euro  | 0,9   |       | -4,2  | -0,4  | 3,3   |       | 0,4   | 0,6   | 7,6   |       | 10,1  | 11,5  | -0,7             |                  | -1,1             | -1,2             |
| Alemanya   | 1,3   | -6,7  | -5,6  | -1,0  | 2,8   |       | 0,1   | -0,4  | 7,3   |       | 9,0   | 10,8  | 6,4              |                  | 2,3              | 2,4              |
| França     | 0,7   |       | -3,0  | 0,4   | 3,2   |       | 0,5   | 1,0   | 7,8   |       | 9,6   | 10,3  | -1,6             |                  | -0,4             | -0,9             |
| Itàlia     | -1,0  |       | -4,4  | -0,4  | 3,5   |       | 0,7   | 0,6   | 6,8   |       | 8,9   | 10,5  | -3,2             |                  | -3,0             | -3,1             |
| Espanya    | 1,1   | -2,9  | -3,0  | -0,7  | 4,1   | -0,1  | 0,0   | 0,9   | 11,3  | 17,4  | 17,7  | 19,3  | -9,6             |                  | -5,4             | -4,4             |
| Japó       | -0,6  | -4,3  | -6,2  | 0,5   | 1,4   |       | -1,0  | -0,6  | 4,0   |       | 4,6   | 5,6   | 3,2              |                  | 1,5              | 1,2              |
| Regne Unit | 0,7   |       | -4,1  | -0,4  | 3,6   |       | 1,5   | 0,8   | 5,5   |       | 7,4   | 9,2   | -1,7             |                  | -2,0             | -1,5             |

## Causes
La crisi financera global es va iniciar l'estiu del 2007, i la seva gravetat fa que se la compari amb la famosa crisi produïda després del crac borsari de l'any 1929, però el seu origen es remunta als anys precedents. Es poden destacar quatre factors principals. De fet, no hi va haver una sola crisi, sinó tres: la financera, amb repercussions sobre els sectors immobiliari i bancari; l'energètica, causada per la pujada del preu del petroli; i l'alimentària, deguda a l'encariment dels aliments.
Però els orígens els hem d'anar a buscar al 2001, quan Alan Greenspan, per evitar el col·lapse de la borsa després del fiasco de les punt.com, va reduir els tipus d'interès des de 6,5% al 2,5% en menys d'un any. Amb aquests tipus tan baixos, els bancs van buscar la rendibilitat en les famílies amb pocs ingressos i amb una alta probabilitat de no poder tornar la hipoteca, famílies anomenades subprime. En tenir un risc superior, aquestes famílies pagaven un interès més alt. Els bancs van pensar que el perill quedava mitigat pel fet que el preu dels habitatges estava pujant: si algun dia tenien problemes, van pensar, les famílies podrien vendre la casa a un preu superior al de la hipoteca, cosa que els permetria tornar els diners.
Els marges dels bancs en aquestes operacions eren tants petits que el volum s'havia de multiplicar per obtenir rendibilitat. Com que el nombre d'hipoteques estava limitat per la regulació de Basilea, els bancs van crear uns fons d'inversió paral·lels anomenats conduits que compraven les hipoteques als bancs i aquests recuperaven els diners. Al seu torn, les empaquetaven i reempaquetaven de manera tan complexa que aconseguien ràtings d'AAA, que indiquen risc mínim, i les venien a bancs d'inversió, retroalimentant el sistema com una bola de neu. Però per molt sofisticats que fossin, la darrera garantia era la hipoteca suprime que, al seu torn, estava basat en el fet que la pujada del preu de l'habitatge era infinita.

### Hipotequessubprime
Les hipoteques subprime als Estats Units fou l'instrument financer que va actuar d'espoleta. Es tracta d'un crèdit hipotecari concedit a clients de baixa solvència, els quals, conseqüentment, presenten un risc elevat d'impagament. La qualificació de subprime s'aplica quan es concedeixen a persones amb un historial de crèdit problemàtic o que no aporten tota la documentació necessària (per exemple, sobre les fonts d'ingressos). També es considera que la hipoteca és subprime si la seva quantia representa més del 85% del preu de l'habitatge finançat o si el pagament mensual supera el 55% dels ingressos disponibles. En ser més arriscades, els clients han de pagar un diferencial sobre el tipus de referència entre el 2% i el 3% superior al d'una hipoteca estàndard o prime.
Ni el Banc Central ni cap altre regulador havien dissenyat una regulació mínima per evitar abusos en la concessió d'aquest tipus d'hipoteques. Els comercials de les institucions de crèdit tenien el salari vinculat al volum que aconseguien col·locar, i el que menys importava era si el risc era assumible per part del banc o de la caixa. És a dir, sense valorar si la probabilitat que el client pogués tornar el préstec era raonable.
Però aquests crèdits tòxics es van escampar per tot el món. La majoria de les hipoteques de baixa qualitat van ser atorgades per entitats financeres no prenedores de dipòsits, que es desprenien d'aquestes hipoteques i les venien a bancs comercials o bancs d'inversió, els quals, al seu torn, «empaquetaven» les hipoteques barrejades en blocs i emetien bons de titulització de deute que utilitzaven les hipoteques subprime originals com a garantia o col·lateral. I aquests nous
bons van ser distribuïts a tot tipus d'inversors institucionals –fons d'inversió, companyies d'assegurances, tresoreries d'institucions de crèdit– en una multitud de països.
Els bons hipotecaris subprime no cotitzaven en mercats organitzats i la seva complexitat era molt alta, per això se solien utilitzar models matemàtics sofisticats per calcular-ne el preu. Tanmateix, l'increment de la morositat hipotecària va obligar a reconèixer que alguns dels productes financers no podrien recuperar el capital invertit. Aquesta incertesa sobre el valor real d'aquests actius es va transformar en una crisi de confiança que es va difondre per tots els mercats financers. El mercat interbancari, on els bancs es presten diners, va començar a patir fortes tensions, en créixer la desconfiança sobre la capacitat dels participants d'afrontar les obligacions financeres.

### Bombolla immobiliària
L'increment del preu de l'habitatge durant els anys anteriors a l'esclat de la crisi va ser espectacular, i s'inflà una enorme bombolla especulativa dels actius immobiliaris sobretot als Estats Units. Fins al punt que les famílies solien ampliar les hipoteques per finançar despeses corrents, com les vacances o la compra d'automòbils. La garantia era el valor de l'habitatge, sempre a l'alça.
Diversos països desenvolupats van veure com durant el decenni del 2000 el sector immobiliari es convertia en un dels motors de la seva economia, ja que va marcar taxes de creixement rècord any rere any i va impulsar el creixement de l'economia en general. A Espanya, els EUA i el Regne Unit, per exemple, els llocs de treball generats en el sector de la construcció entre el 2000 i el 2007 van representar, respectivament, el 20%, el 14% i el 17% del total de llocs de treball generats. Un dels factors principals que va impulsar el creixement del sector immobiliari en la majoria de països va ser el baix nivell dels tipus d'interès reals. Això va reduir considerablement el cost de finançament i, en conseqüència, va impulsar tant l'oferta com la demanda. A l'estat espanyol, per exemple, els tipus d'interès reals van ser negatius la major part del temps entre el 2002 i el 2006. L'augment de la població i l'efecte de la generació del baby boom van constituir dos factors addicionals que hi van impulsar la demanda. La desacceleració del sector és evident sense cap mena de dubte. Als EUA, el preu de l'habitatge fins al setembre del 2008 va caure un 26% en termes nominals des dels nivells màxims del 2006, i la inversió residencial un 40%. A Espanya, la desacceleració va començar una mica més tard. El preu de l'habitatge va caure un 1,5%, i la inversió residencial un 13%.
Les hipoteques se solien fer amb interès variable. Quan el tipus d'interès es va disparar a partir del 2006, va començar a ser impossible per a milions de persones de classe mitjana i mitjana alta seguir amb els pagaments. Això va provocar que moltes propietats anessin a parar als bancs i el desinflament sobtat del mercat immobiliari.

### Encariment del preu del petroli i dels aliments
S'ha sostingut que els augments enormes en els preus de les mercaderies venien com a conseqüència d'un període estès de crèdit fàcilment disponible i que la causa primària de la caiguda era excepcionalment financera. Això va portar a un increment important de l'atur així com a altres senyals de recessió global.
Entre altres coses, l'encariment del petroli s'explica per la feblesa del dòlar, la proliferació d'especuladors, la inestabilitat política dels països productors i el pes creixent de potències emergents com la Xina i l'Índia. L'especulació i la incorporació al mercat mundial de les potències emergents també és causa de l'increment del preu dels aliments, igual que la producció de biocombustibles (obtinguts de plantes com el gira-sol, la colza, els cereals…) i l'augment de la població.
La crisi mundial d'aliments va provocar revoltes en diferents punts del planeta. El comerç mundial d'aliments es va veure afectat per la inestabilitat. La causa, principalment, fou l'auge de la indústria dels biocombustibles. La producció extensiva de cereals per a produir biocombustibles, com el blat de moro, en va disparar el preu. Així, el preu del blat i de l'arròs va pujar l'any 2007 un 130% i un 120% respectivament, i milions de persones en tot el món en van patir els efectes: fam i pobresa. El volum de blat de moro consumit pels vehicles dels Estats Units cobriria les necessitats alimentàries de 82 estats.

## Efectes
El 2 d'abril de 2007 se'n produïa el primer avís: New Century Financial, l'entitat amb més pes en la concessió d'hipoteques subprime, reconeix formalment la seva suspensió de pagaments i se sotmet a un procés d'administració tutelada. El 16 d'agost de 2007, el principal banc hipotecari dels EUA, Countrywide Financial, sucumbeix a la crisi. Encara que evitava in extremis la fallida després d'un préstec d'11.000 milions de dòlars concedit per diversos bancs, reconeix l'afectació i anuncia l'acomiadament de 12.000 dels seus treballadors.
El 20 d'agost, però, les males notícies saltaven a Europa i es feia públic el rescat del banc regional públic alemany Sachsen LB per part d'un grup de caixes d'estalvis per valor de 17.300 milions d'euros. També a l'agost es produïa el rescat del banc alemany IKB Deutsche Industriebank amb una injecció de 3.500 milions d'euros que, al final, va ser insuficient i que, el 21 d'agost del 2008, era adquirit per la firma de capital privat Lone Star Funds. Però potser la fallida més dramàtica d'aquest període es produïa el 13 de setembre del 2007, quan el Banc d'Anglaterra havia d'acudir al rescat del Northern Rock, cinquè banc hipotecari del país, quan a les portes de les seves oficines es van formar cues de clients per retirar-ne els dipòsits.
Atès el caire que adoptaven els esdeveniments i per a evitar, en la mesura del possible, l'embargament de més habitatges, el 10 d'octubre del 2007 el govern dels Estats Units i membres del sector financer van crear l'Hope Now Alliance, un programa de renegociació d'hipoteques
subprime destinat a evitar, en la mesura del possible, l'embargament de més habitatges. L'any 2008 es va iniciar sense un horitzó clar de solució de la crisi. Però la realitat va superar els pronòstics més pessimistes. Entre el 14 i el 16 de març de 2008, la Reserva Federal feia un pas insòlit en impulsar (amb la garantia pública) un pla de rescat per al cinquè banc d'inversions del país, Bear Stearns, que, finalment, va ser adquirit per JP Morgan Chase. L'operació tingué el suport de l'administració Bush i la Reserva Federal dels Estats Units, per evitar que la fallida del banc generés una crisi de confiança i la propagació al sistema financer internacional.

### La pitjor crisi financera nord-americana
Tot i que en un primer moment semblava que la decidida acció de la Fed havien aconseguit que la crisi toqués fons, el mes de setembre següent va ser, probablement, el pitjor de la història financera nord-americana. Atès el progressiu agreujament dels problemes de descapitalització, caiguda del valor de les accions i elevada desconfiança dels mercats, el 5 de setembre de 2008, el govern federal dels Estats Units va decidir intervenir les agències hipotecàries Fannie Mae i Freddie Mac, les quals garantien gairebé la meitat del total del mercat hipotecari nord-americà, que era d'uns 12 bilions de dòlars. El govern va assumir la gestió de manera temporal i els directius en van ser apartats. S'hi injectaren uns 200.000 milions de dòlars per evitar-ne la fallida, de manera que seria la major operació de rescat de la història del país. Les accions de les dues companyies havien caigut més del 90% en l'últim any i en els últims mesos inversors estrangers havien venut les seves participacions.
Però el xou només havia fet que començar. El 15 de setembre de 2008, el Bank of America comprà el banc d'inversions Merrill Lynch i el quart banc d'inversions nord-americà, Lehman Brothers, feia fallida. Dos dies després, es coneixia la nacionalització parcial de la companyia d'assegurances AIG per part de la Reserva Federal, que adquiria el 79,9% de les accions de la primera asseguradora mundial i concedia un préstec per valor de 85.000 milions de dòlars. AIG acabava de passar la pitjor crisi de la seva història després de reconèixer elevades pèrdues originades per crèdits subprime. El 25 de setembre, feia fallida Washington Mutual. Els clients havien començat a retirar els seus estalvis. Les accions queien. La institució, amb uns actius per valor de 309.731 milions de dòlars i 2.600 oficines, tenia dificultats per operar amb normalitat. Era la major caixa d'estalvis dels Estats Units i es trobava al caire de precipici, per això el govern federal va assumir-ne el control i posteriorment JP Morgan Chase va comprar gran part de les seves operacions per 1.900 milions de dòlars.
En especial després de l'experiència del col·lapse de Lehman Brothers, les autoritats econòmiques i monetàries de tot el món van ser molt conscients de la importància d'evitar la fallida d'entitats rellevants. L'ampliació de l'assegurança de dipòsits també va consolidar la confiança dels dipositants i va evitar el pànic, tan habitual durant la crisi del 29. De l'altra, l'actuació de les autoritats fiscals i monetàries per evitar una forta contracció del crèdit, la caiguda del nivell de preus i una recessió llarga era molt diferent de la del 29 i, fins i tot, de la del Japó.
Bernard Lawrence Madoff, de 70 anys, va ser arrestat l'11 de desembre de 2008 després de ser acusat de ser el principal responsable d'una estafa piramidal amb milers d'afectats en tot el món. L'escàndol es va destapar quan l'agent comercial va confessar a la seva família que les seves operacions eren en realitat una piràmide financera, en què pagava la rendibilitat als inversors amb els diners que col·locaven en el fons altres persones. Madoff Investment Securities gestionava actius por valor de 17.100 milions de dòlars i era un dels brokers més veterans de Wall Street, on havia treballat durant més de cinquanta anys. Va ser una de les societats que va participar en la creació del Nasdaq, contribució que va servir perquè Madoff ocupés la presidència novaiorquesa.

### Recessió mundial
El novembre de 2008, l'OCDE va publicar estimacions i previsions segons les quals diversos països membre (entre altres la Zona euro, els Estats Units i el Japó) tindrien un creixement negatiu el 2009 i coneixerien una pujada de l'atur, el nombre d'aturats en total d'estats de l'OCDE passà de 34 milions a la tardor del 2008 a 42 milions el 2010. De mitjana sobre els països de l'OCDE, el PIB disminuiria d'un 0,4%; el 2009 i creixeria un 1,5% el 2010.
A la cimera del G-20 de Washington DC de novembre de 2008 es va acordar la posada en marxa de plans d'estímul fiscal per superar el deteriorament econòmic. Sis mesos després, els dos principals actors de la crisi, els Estats Units i la Unió Europea, havien injectat als mercats financers sis bilions d'euros a parts iguals, xifra que representa gairebé la meitat del PIB dels EUA i una mica més de cinc vegades el d'Espanya, segons les dades del FMI. No obstant això, malgrat que es tracta d'un desemborsament sense precedents en la història moderna, els resultats no van ser-ne del tot satisfactoris en la mesura que els problemes de liquiditat i desconfiança seguiren presents en espera que les entitats es desfessin dels seus actius tòxics, valorats pel FMI en uns altres tres bilions.
El 16 d'abril de 2009, el director gerent del FMI, Dominique Strauss-Kahn, va pronosticar que 2009 seria "un any horrible", amb una recessió mundial "profunda", i va condicionar la recuperació el 2010 que els governs augmentessin les seves intervencions en l'economia.
Davant dels que entreveien els primers signes d'esperança en la recuperació, els pessimistes eren majoria i el FMI estava entre el segon grup. El Fons dibuixà en el seu informe de primavera un panorama ombrívol, amb una caiguda del PIB mundial de l'1,3% per al 2009, molt pitjor que les seves estimacions anteriors. Es tractava, doncs, de la recessió més profunda des de la II Guerra Mundial per un ampli marge, segons el Fons. Només quedaven en pitjor lloc els anys de la Gran Depressió. El Fons s'alineava així amb economistes com el nord-americà Paul Volcker, que batejà aquesta crisi com "la Gran Recessió".
A finals del mes de maig es coneixien noves dades referents al PIB dels països de l'OCDE. Havia caigut un 2,1% en el primer trimestre de l'any, un retrocés que suposa la reculada més gran des del 1960. Si la comparació es feia amb el mateix període del 2008, el PIB de l'OCDE havia baixat un 4,2%. A més, la contracció de l'economia de gener a març havia estat encara més accentuada (2,2%) en el denominat grup dels set grans: Alemanya, Canadà, Estats Units, França, Itàlia, Japó i Regne Unit. D'aquests, el descens estigué especialment marcat pel descens trimestral del Japó (un 4%) i d'Alemanya (un 3,8%). Pel que fa a la variació interanual del PIB dels set grans, el retrocés se situava en el 4,5% respecte al març del 2008. L'economia japonesa havia caigut un 9,1% en dotze mesos i l'alemanya, un 6,9%.

#### Estats Units
El producte interior brut (PIB) dels EUA va patir una contracció del 3,8% en l'últim trimestre del 2008 respecte al trimestre anterior, quan ja havia baixat un 0,5%. Era la contracció més pronunciada des de 1982. Encara que el Consell Nacional d'Investigacions Econòmiques dels EUA (NBER) havia indicat que l'estat havia entrat en recessió el desembre del 2007 -posant fi a un cicle de creixement de 73 mesos començat el novembre de 2001-, el descens del PIB aquest últim trimestre del 2008 confirmà la recessió tècnica de l'economia nord-americana, que fins ara no havia registrat dos trimestres consecutius amb descensos des que esclatà la crisi financera i econòmica. En el conjunt del 2008, l'economia nord-americana va assolir un creixement de l'1,3%, el nivell més baix d'expansió del PIB de la primera potència econòmica mundial des del 2001. El 2007 va créixer un 2%.

#### Europa
L'economia de la zona euro va caure en l'últim trimestre de 2008 un 1,6%, mentre que en tota la UE la contracció va ser de l'1,5%, segons dades revisades difoses per Eurostat, l'oficina estadística comunitària. Aquestes xifres confirmen que la contracció econòmica es va agreujar a final d'any, ja que en el tercer trimestre la baixada de l'activitat havia estat del 0,3% tant als països de la moneda única com en els vint-i-set. A més, queda clar que tant la zona de l'euro com la UE es trobaven en recessió, ja que acumulaven ja tres trimestres seguits amb caigudes del PIB. Distints estats europeus van prendre "mesures de control de la despesa pública i d'austeritat".
Al maig de 2009, la crisi continuà colpejant l'economia europea, que patí la més gran recessió des de la Segona Guerra Mundial. El PIB de la Unió Europea va caure un 2,5% al primer trimestre, arrossegat sobretot per Alemanya (amb un retrocés del 3,8%), França (que va entrar oficialment en recessió amb un retrocés aquell trimestre de l'1,2%) i Itàlia (que va veure com el PIB havia caigut un 5,9% en el primer trimestre de l'any).

##### Catalunya
Les dades del tercer trimestre de 2008, amb un retrocés interanual de l'1,3%, confirmarn el ràpid debilitament de l'activitat econòmica iniciat durant el segon semestre del 2008, any que va tancar amb un creixement anual del PIB del 0,7%. Les previsions per al 2009 apunten que Catalunya es mantindrà en una situació de recessió en el nou escenari macroeconòmic. Això s'explica, en bona part, per la contribució negativa al creixement de la demanda interna (-4,3%).
El 26 d'abril de 2009, Antoni Castells va admetre que Catalunya viuria una crisi "molt seriosa" i va admetre que la Generalitat de Catalunya havia modificat les previsions de creixement per a l'any 2009, i calculà que el producte interior brut (PIB) caurria entre el 3% i el 3,2%.
El nombre d'afiliats a la Seguretat Social a Catalunya va descendir un 6,7% en el mes de març de 2009 respecte al mateix període de l'any anterior.

##### Grècia
Els anys de despeses no controlades, les facilitats per a obtenir crèdits i els fracassos a l'hora d'implementar reformes financeres van deixar Grècia greument exposada a la crisi econòmica global. El deute del país era superior al seu PIB i alguns analistes van predir que arribaria a equivaldre al 120% d'aquest el 2010. Per reactivar l'economia, el govern grec va demanar, en abril del 2010, l'activació d'un pla de rescat aprovat per la UE i l'FMI, mitjançant el qual el país rebria fins a 120.000 milions d'euros a canvi d'aplicar certes mesures d'austeritat negociades amb ambdós organismes.
Aquestes mesures eren apujar el preu dels carburants i l'alcohol un 10% o establir l'IVA en un 23%. Nombrosos partits i sindicats grecs es van oposar a aquestes mesures del govern i va haver-hi diverses manifestacions, vagues generals i disturbis violents fins al punt que, a Atenes, hi van morir tres persones en l'incendi d'una entitat bancària.

## Atur
L'Organització Internacional del Treball (OIT) pronosticà que com a mínim es perdrien 20 milions de llocs de treball al final de 2009 a causa de la crisi -principalment als sectors de la construcció, immobiliari, serveis financers, i automòbil-, xifra que comportaria una desocupació mundial per sobre dels 200 milions per primera vegada.
A Espanya, la taxa de desocupació es disparà el març de 2009 fins al 17,36% després d'augmentar en 802.800 persones en el primer trimestre i sumar 4.010.700 aturats, la xifra més alta de la història. Catalunya en liderà les pujades amb la destrucció de 166.900 llocs de treball fins al març.

## Resposta a la recessió
La recessió derivada de la crisi va portar a alguns macroeconomistes i economistes financers a qüestionar l'ortodòxia actual. Una resposta va ser el ressorgiment keynesià com a consens entre alguns responsables polítics i economistes per a les solucions keynesianes, amb economistes com Dominique Strauss-Kahn, Olivier Blanchard, Gordon Brown, Paul Krugman i Martin Wolf. L'austeritat va ser una altra resposta amb polítiques de reducció del dèficit pressupostari del govern amb retallades de despesa, augments d'impostos o una barreja d'ambdós, amb dos articles acadèmics influents que donen suport a aquesta posició, Large Changes in Fiscal Policy: Taxes Versus Spending, publicat l'octubre de 2009 per Alberto Alesina i Silvia Ardagna on s'afirma que les mesures d'austeritat fiscal no van perjudicar les economies i, de fet, van ajudar a la seva recuperació, i Growth in a Time of Debt, publicat el 2010 per Carmen Reinhart i Kenneth Rogoff, que va analitzar el deute públic i el creixement del PIB entre 20 economies avançades i va afirmar que els països amb un deute alt havien crescut un -0,1% des de la Segona Guerra Mundial.

## Les mesures de la cimera del G-20 de 2009

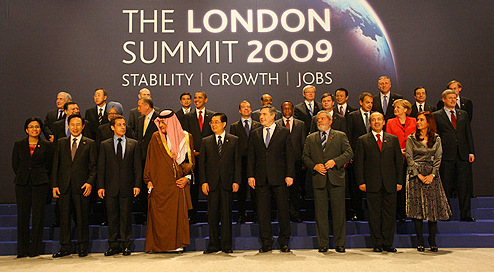
Imatge amb els líders polítics convidats a la cimera del G-20 de 2009 a Londres

Els països del G-20, que representen el 85% de l'economia mundial, varen acordar el mes de març de 2009 a Londres les mesures següents:
- Augment de la dotació econòmica a l'FMI
- Injecció econòmica per a reactivar el comerç internacional
- Creació d'una agència internacional de control dels fons d'inversió d'alt risc
- Regulació dels sous i primes dels grans executius
- Publicació dels paradisos fiscals que no hi col·laborin

## Diferències amb la crisi del 29
Molts analistes comparen la situació amb la gran depressió de 1929, però existeixen grans diferències entre aquella i l'actual:
- El 1929 els dipòsits bancaris no estaven assegurats. Quan totes les famílies van anar a buscar els estalvis als bancs, aquests, lògicament, no tenien els diners perquè els havien deixat. Quan es van quedar sense recursos van tancar les portes i milions d'americans van perdre els estalvis.
- El 1929 el sistema monetari es basava en el patró or, que impedia que la Reserva Federal (FED) augmentés la liquiditat del sistema sense augmentar prèviament les reserves d'aquest metall. L'or en mans de la FED no va augmentar, per la qual cosa no va poder imprimir més diners que desapareixien per culpa de les fallides bancàries. Actualment els bancs centrals de tot el món estan imprimint diners per dotar el sistema financer de liquiditat.
- El 1929 hi havia deflació i els preus i salaris baixaven contínuament. Això va fer que els deutes familiars, que no baixen per la deflació, fossin inassumibles. De moment, la deflació només s'ha donat puntualment en alguns estats.
- La renda per capita dels Estats Units el 1929 era d'uns 6.000 dòlars (a preus actuals), mentre que actualment està per sobre dels 36.000 dòlars. Una caiguda de la renda quan està en aquests nivells és un problema, però no genera desastres humanitaris.
- La reacció dels Estats Units davant de la crisi del 1929 va ser culpar els estrangers i promoure les compres de productes americans posant aranzels a les importacions (la cèlebre Smooth-Hawley tariff). La reacció de la resta d'estats va ser posar aranzels als productes americans, la qual cosa va desencadenar una guerra comercial que va perjudicar tots. En l'actualitat, no existeixen economistes que proposin el proteccionisme com a sortida a la crisi.
- La taxa de retorn de les inversions del sector no financer de l'any 1929 era de 0,5%, és a dir, gairebé nul. El 2008, en canvi, va ser del 10%, després que la taxa de retorn mitjana dels últims 50 anys havia estat del 7%. Aquesta dada és important perquè el creixement econòmic d'un país ve precedit d'elevades taxes de retorn en el sector no financer.